# Esztrugár
Esztrugár románul: Strugari, település Romániában, Moldvában, Bákó megyében.

## Fekvése
Bákótól nyugatra fekvő település.

## Története
A 2002 évi népszámlálási adatok szerint 2649 lakosa volt. Hozzá tartozó faluk: Esztrugár (Strugari), Cetăţuia, Iaz, Nadişa, Petricica és Răchitişu.